# Allocosa pardala
Allocosa pardala este o specie de păianjeni din genul Allocosa, familia Lycosidae. A fost descrisă pentru prima dată de Strand, 1909. Conform Catalogue of Life specia Allocosa pardala nu are subspecii cunoscute.